# Filgotinib

Structure chimique.

Le filgotinib est la substance active inhibitrice spécifique de la janus kinase 1 du Jyseleca, médicament commercialisé en France depuis 2021.

## Mode d'action
Il a une affinité trente fois supérieure pour la janus kinase 1 par rapport à celle pour la janus kinase 2.

## Pharmacocinétique
Après absorption orale, il se transforme en un métabolite actif dont la demi-vie est d'un peu moins de 24 h.

## Efficacité
Dans la polyarthrite rhumatoïde et en association avec le méthotrexate, il permet une amélioration des symptômes de la maladie. Dans les formes résistantes de la maladie, il conserve une activité.
Il a des résultats prometteurs dans la maladie de Crohn et dans la rectocolite hémorragique.